# Promo

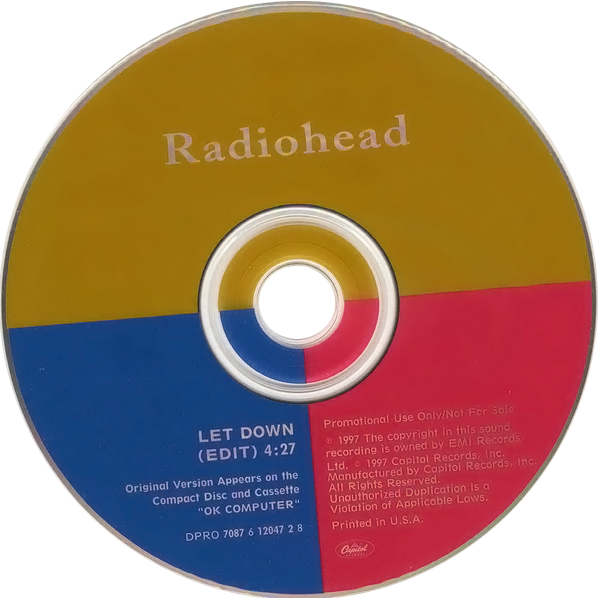
Promo CD kapely Radiohead z roku 1997

Promo (též promo nahrávka, promo album – z anglického promotional recording, propagační nahrávka) je audio- nebo videonahrávka, která je zdarma distribuována k propagaci díla, které je nebo brzy bude komerčně dostupné (typicky hudební album). Proma jsou obvykle zasílána rozhlasovým stanicím, televizním společnostem, žánrovým časopisům, novinářům, kritikům atd. před vydáním plnohodnotné komerční verze v očekávání, že vysílání, odborné recenze a další formy prezentace podnítí zájem veřejnosti o dané dílo. Proma nejsou určená k prodeji v běžné obchodní síti.

## Popis
Promo nahrávky jsou často distribuovány v obyčejných obalech s omezenou grafickou úpravou za účelem snížení nákladů. Vinylové desky v běžném kartonovém obalu a kompaktní disky v tenké plastové krabičce (slimcase) nebo papírovém/kartonovém obalu (pošetce). Nezřídka obsahuje promo pouze hudební nosič interpreta s názvem nahrávky a textem For Promotional Use Only, Not for Sale (v překladu „pouze k propagačním účelům, není určeno k prodeji“) nebo podobným, jako např. nahrávka Promo '92 od italské deathmetalové kapely Sadist.
Limitované (sběratelské) edice následujícího komerčního vydání bývají naopak v prvotřídním provedení (picture disc, obsahově bohatý booklet z kvalitního papíru, bonusy apod.).
Promo nahrávky mohou být distribuovány samostatně nebo jako součást propagační sady (tzv. press kit) společně s fotografiemi, videoklipy, biografií kapely atd. Jelikož jsou proma vydávána v mnohem menším množství než související plnohodnotné nahrávky, které propagují, jsou často vyhledávaným sběratelským artiklem.
Promo singly určené komerčním rádiím obsahují většinou verzi skladby zvanou „radio edit“, někdy i další verze skladby („alternate mix“ nebo i originální verzi z alba).
Vycházejí i promo kompilace, jako je např. promo-CD Rock Hard Presents Gods of Grind z roku 1991 s celkem čtyřmi skladbami od metalových kapel Cathedral, Entombed, Carcass a Confessor.

## Acetátové desky a zkušební výlisky
Výjimečně je rozhlasovým stanicím distribuován jako promo nahrávka speciální typ gramofonové desky známý jako acetátová deska, což jsou hliníkové disky s tenkou vrstvou nitrocelulózového laku. Obvykle jsou vyrobeny ve velmi malém množství s ručně psanými štítky. Měkký povrch těchto disků lze přehrát maximálně desetkrát, než se začnou opotřebovávat. Acetátové desky podléhají snáze degradaci kvůli náchylnosti na vnější vlivy (teplota, vlhkost, ...) a pro dlouhodobé uchovávání nejsou ideální.
Dalším typem vzácného nosiče, který se občas používá jako promo, je zkušební výlisek (test pressing). Jsou to první kopie gramofonových desek lisovaných v továrně. Používají se ke kontrole kvality výroby před zahájením sériové výroby.
Jak acetátové desky, tak i zkušební výlisky jsou velmi vzácné a sběrateli vyhledávané nosiče.

## Advance tape
Advance tape nebo advance promo cassette je promo audiokazeta, kterou hudební vydavatelství distribuuje v minimálním množství vybraným lidem z branže ještě před spuštěním oficiální promokampaně s cílem vyvolat počáteční zájem (očekávání) o budoucí vydání nahrávky. Promo audiokazety mohou či nemusí být raritní, ale ty s přívlastkem advance jsou obvykle extrémně vzácné.